# Сэмпсон, Скотт
Скотт Сэмпсон (англ. Scott D. Sampson; 22 апреля 1961, Ванкувер) — канадский учёный-палеонтолог, автор многочисленных публикаций по палеонтологии и смежным наукам, разработчик педагогических методов, консультант создателей ряда научно-популярных фильмов на канале Discovery и мультсериала «Поезд динозавров».
Основные исследовательские труды Скотта Сэмпсона посвящены изучению поздней эпохи мелового периода, а также конкретных видов динозавров — майюнгазавра и масиаказавра.
Является главным хранителем фондов и вице-президентом по исследованиям и коллекциям Музея природы и науки в Денвере.

## Биография
Скотт Сэмпсон получил степень доктора философии по зоологии в Университете Торонто. Докторскую диссертацию Сэмпсон защитил по теме изучения двух новых на тот момент обнаруженных видов цератопсидов, а также исследования функций и развития различных роговых наростов у этого семейства динозавров. По окончании Торонтского университета работал в течение года в Американском музее естественной истории в Нью-Йорке. Пять лет ассистировал в исследовательском институте Колледжа остеопатической медицины в Нью-Йорке.
В 1999 году принял должность доцента кафедры геологии и геофизики, а также куратора по вопросам изучения палеонтологии позвоночных в Музее естественной истории в штате Юта.
В 2001 году занял должность вице-президента по исследованиям и коллекциям Музея природы и науки в Денвере.
Принял участие в консультировании создателей мультсериала «Поезд Динозавров». В детском научно-популярном мультфильме Скотт Сэмпсон упоминается в качестве «Доктора Скотта — Палеонтолога», который изучает масиаказавров и космоцератопсов.
В 2003 году консультировал создателей телевизионного сериала «Планета динозавров» на канале Discovery
В 2009 году выпустил научно-популярную книгу «Одиссея динозавров».
Является разработчиком педагогической парадигмы, которая заявляет необходимость воспитания детей в любви к природе и окружающей среде.
Палеонтологические исследования Скотт Сэмпсон проводил в Зимбабве, США, Канаде, ЮАР и на Мадагаскаре. Является специалистом в области филогенетики, функциональной морфологии и эволюции динозавров верхнего мела.

## Признание
В честь Скотта Сэмпсона назван вид тероподных динозавров Talos sampsoni.